# Eudistoma carolinense
Eudistoma carolinense är en sjöpungsart som beskrevs av Van Name 1945. Eudistoma carolinense ingår i släktet Eudistoma och familjen Polycitoridae. Inga underarter finns listade i Catalogue of Life.